# Guillaume Gouffier de Bonnivet
Guillaume Gouffier, Bonnivet ura (1482/1488 k. – Pavia, 1525. február 24.) francia hadvezér, Franciaország admirálisa. I. Ferenc francia király nevelőjének öccseként az uralkodó gyermekkori barátja, majd 1515-ös trónra lépésétől egyik legfőbb bizalmasa és tanácsadója volt. Ferenc oldalán részt vett az itáliai háborúkban, végül a katasztrofális francia vereséggel végződő paviai csata során esett el.

## Származása, családja
A poitoui eredetű Gouffier-család teljes bizonyossággal csak a 14. századig visszamenőleg ismert, bár elképzelhető, hogy Gaiffer néven a 12. század elejéig visszakövethetőek a gyökereik. A család szerencséjét Bonnivet apja, I. Guillaume Gouffier (1435 k. – 1495) alapozta meg, aki VII. Károly, XI. Lajos és VIII. Károly király idején királyi kamarás és tanácsos volt, emellett több tartomány (pl. Languedoc, Touraine, Saintonge) kormányzását is rábízták, szolgálataiért pedig számos birtokot kapott. Kétszer nősült: első felesége 1450-től Pierre d’Amboise kamarás és Anne de Beuil leánya, Louise d’Amboise (1429–1460) volt, majd 1472-ben ismét megházasodott. Új választottja Philippine de Montmorency (megh. 1516), II. Jean de Montmorency (1404–1477) főkamarás és második felesége, Marguerite d'Orgemont leánya, az 1468-ban árulásért kivégzett Charles de Melun főudvarmester özvegye volt.
A Gouffier–Montmorency-frigyből nyolc gyermek született, közülük sokuknak magasra ívelt a pályája:
- I. Artus Gouffier (1475–1519) a későbbi I. Ferenc nevelője lett, amiért az trónra lépve herceggé és pairré nevezte ki;
- Adrien Gouffier (1479–1523) Coutances és Albi püspöke, bíboros, királyi főalamizsnás;
- Charlotte Gouffier (1482–1537 után), René de Cossé (1460 k.–1540) főasztalnok és fősólymászmester felesége, 1518-tól a királyi gyermekek nevelője;
- II. Guillaume Gouffier (1488 k.–1525);
- Aymar Gouffier (? – 1528) Saint-Denis apátja, Albi püspöke;
- Louis Gouffier;
- Pierre Gouffier;
- Anne Gouffier.

A Gouffier-fivérek előmenetelét nagyban segítették családi kapcsolataik: édesanyjuk, Philippine de Montmorency fivére, Guillaume de Montmorency befolyásos királyi tanácsadó és a pénzügyek felelőse volt, míg Charlotte nevű nővérük a XII. Lajos francia király udvarában szintén jelentős súlyt képviselő René de Cossé főasztalnokhoz ment feleségül; gyermekeik közül I. Charles de Cossé-Brissac és Artus de Cossé-Brissac később marsallságig jutottak.

## Pályája kezdetei
Apja 1495-ös halálakor II. Guillaume örökölte meg a bonnivet-i uradalmat, amiről később ismerték. XII. Lajosnak nem született fia, így örököse a Valois-Orléans-ház Angoulême-ágából származó Ferenc gróf (1494–1547) lett. Ferenc az amboise-i királyi palotában kapott trónörököshöz méltó neveltetést, amiről 1506-tól a Bretagne-i Anna királyné bizalmát élvező Artus Gouffier gondoskodhatott nevelőként. Artus vezette be öccsét, II. Guillaume-ot a trónörökös környezetébe (ahová egyébként anyai unokatestvérük, a később szintén Ferenc környezetének meghatározó tagjává váló Anne de Montmorency is tartozott). Az 1515-ben trónra lépő Ferenc király főudvarmesteri ranggal honorálta hajdani nevelője fáradozásait, és Artus egészen 1519-ben bekövetkezett haláláig az uralkodó egyik legfontosabb tanácsadója és diplomatája maradt. Jutalomképpen röviddel halála előtt Roannais hercegévé és pairré nevezték ki.
Guillaume maga is jó barátságot alakított ki Ferenccel, aki uralkodóként először 1517-ben adott neki komolyabb feladatokat: ez évben őt bízták meg Le Havre kikötőjének felépítésével, majd Franciaország admirálisa lett az előző évben elhunyt Louis Malet de Graville örökébe lépve. A cím révén maga is a legfőbb udvari méltóságok egyike lett, egyébként a adminisztratív és bírói feladatokat látott el a La Manche csatorna partvidékén (ezen kívül Bretagne, Guyenne és Provence tartományok is rendelkeztek admirálisokkal). Ezt a későbbiekben több tengerparti erősség (Nantes, Brest, Honfleur, Dieppe, Pont-Audemer) kapitánysága egészítette ki. Az admirálist végig nagy becsben tartó Ferenc révén Bonnivet nagy vagyonra tett szert, amiből pompás reneszánsz kastélyt kívánt emelni egyébként szerény bonnivet-i birtokán, lebontva az ott álló régi várat. A grandiózus építkezést haláláig nem sikerült befejezni, utódai pedig hamarosan elhagyták a központi területektől és saját, pikárdiai birtokkomplexumuktól távol eső, nehezen fenntartható épület az enyészeté lett.

## Diplomata és hadvezér

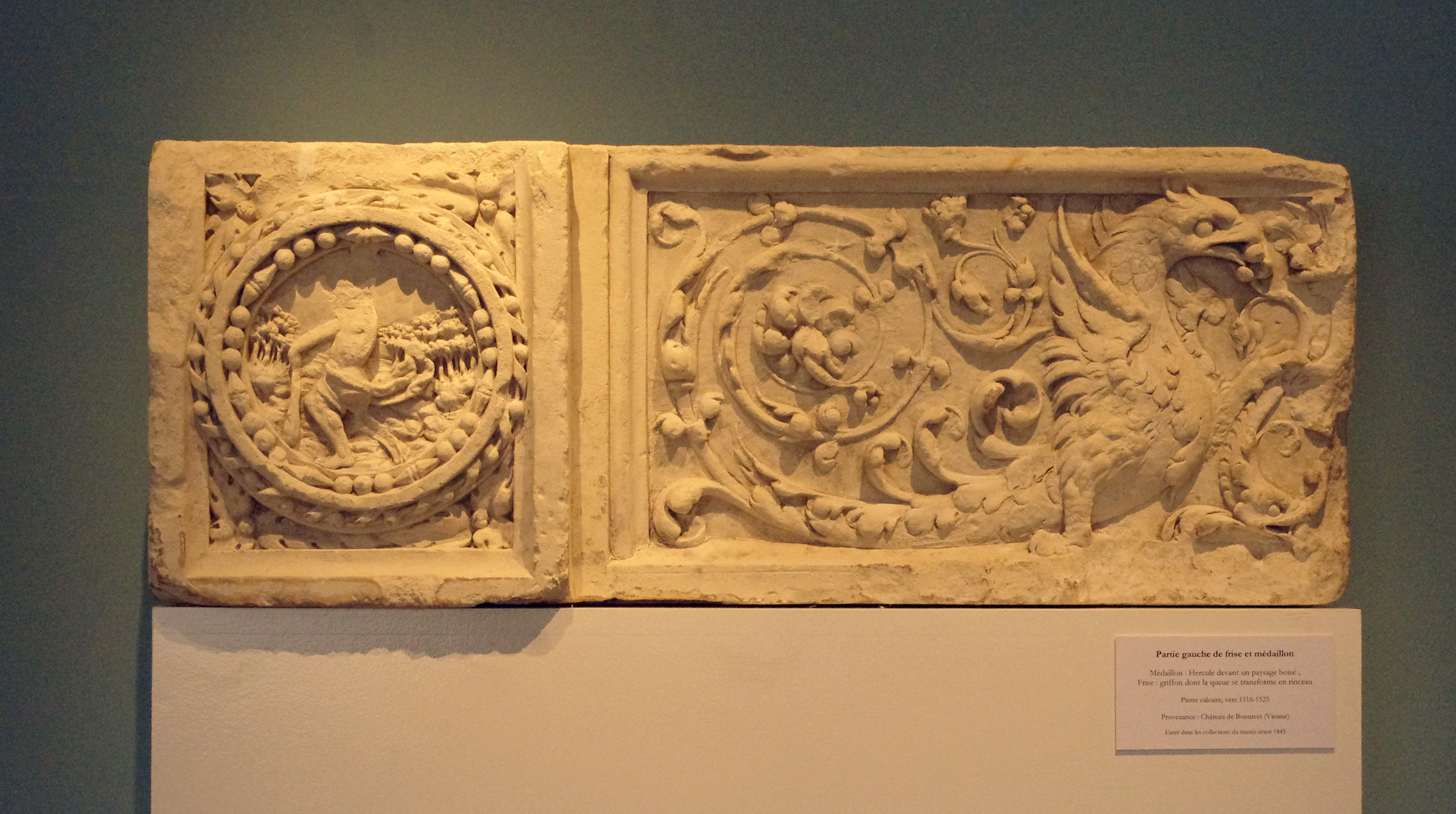
A bonnivet-i kastély egy faragott szemöldökkövének maradványa (Musée Sainte-Croix, Poitiers)

Diplomáciai feladatokat kapott: 1518-ban a súlyos köszvénnyel küszködő Artus Gouffier helyett öccse, az admirális vezetett követséget VIII. Henrik angol király udvarába, majd I. Miksa német-római császár halálakor, 1519 elején német földre ment, hogy a választófejedelmeket rávegye: a francia királyt tegyék meg császárrá. A törekvés kudarcot vallott: júliusban V. Károly, a Habsburg-ház feje, Miksa császár unokája szerezte meg a Fugger bankárcsalád anyagi támogatásával a német-római trónt. Ez súlyos következményekkel járt  Franciaországra nézve, mert Károly eddigre anyai nagyapjától megörökölte Aragónia és ezáltal a Nápolyi Királyság trónját, atyja révén pedig a hajdani Burgundiai Hercegség zöme (mindenekelőtt Németalföld) is a fennhatósága alá tartozott, ráadásul később, édesanyja halálakor Kasztíliát ő szerezte meg, megteremtve a spanyol egységet. A fenyegető gyűrűből kitörni vágyó Ferenc VIII. Henrik angol királlyal próbált meg szövetkezni. A Bonnivet admirális által megszervezett, 1520. június 7-én tartott királytalálkozó, ami az aranybrokát mezeje néven vonult be a történelembe, szintén nem zárult sikerrel.
A francia király nem látott más kiutat, mint hogy támadásba lendült az ifjú császár és király ellen. A hatodik itáliai háború során Bonnivet azt a feladatot kapta 1521 őszén, hogy II. Henrik navarrai király támogatására támadjon spanyol területre – Henrik ugyanis 1512-ben elvesztette minden, a Pireneusoktól délre eső birtokát, csak a hegységtől északra lévő Alsó-Navarra maradt a birtokában. Az admirális hadjárata sikeres volt, különösen Hondarribia határ menti erősségének bevételével szerzett magának dicsőséget a király egy másik kedvelt hadvezérével, Claude de Guise-zel az oldalán. (Bár a franciák visszafoglalták egész Felső-Navarrát, megtartani nem tudták, így az rövidesen ismét kasztíliai fennhatóság alá került.)

## Az utolsó hadjáratok
1523-ban az itáliai hadszíntér főparancsnokává nevezték ki, de több stratégiai hiba és az 1524 áprilisában elszenvedett sesiai vereség nyomán kénytelen volt visszavonulni Provence-ba, ahová V. Károly hadai is betörtek, megostromolva Marseille-t. Bonnivet csatlakozott a király vezette felmentő sereghez, ami végül kiűzte a császáriakat Franciaországból. Az ellentámadás során októberben sikerült visszafoglalni Milánó városát, bár Lombardia számos erőssége az ellenség kezén maradt. Bár a király több tapasztalt hadvezére, köztük a legendás marsall, Jacques de La Palice a kevésbé védett Lodi bevételét javasolta, Bonnivet presztízsokokból a jelentős császári erők által védelmezett Pavia ostromát támogatta, és véleményét az uralkodó is magáévá tette. 1524 októberében a franciák megtámadták a várost, ami azonban Antonio de Leyva vezetésével kitartóan állta a sarat, míg februárban megérkezett a felmentő sereg Fernando Francisco de Ávalos parancsnoksága alatt.
A lovagkor utolsó csatájaként ismert paviai csata megsemmisítő francia vereséggel zárult: a király fogságba esett, míg a francia lovagság zöme elpusztult, számos jeles hadvezér pedig elesett vagy halálos sebeket kapott – köztük La Palice és Lescun marsall, II. Louis de La Trémoille, Galeazzo Sanseverino főlovászmester és maga Bonnivet admirális.

## Házassága, utódai

Bonnivet admirális címere: az arany-fekete sávokkal díszített 1. és 4. mező a Gouffier-család, a vörös keresztes, kék madaras 2. és 3. mező pedig a Montmorency-ház címerére utal

Bonnivet ura első ízben 1506-ban nősült, amikor még csak egyszerű kisbirtokos nemes volt. Bátyja, Artus mint családfő szervezte meg házasságát Bonaventure du Puy du Fouval, aki Valois Károly angoulême-i gróf – I. Ferenc apja – egy kamarásának leánya volt. Első feleségének halála után, immár a királyság egyik legbefolyásosabb személyiségeként nősült újra 1517-ben. Választottja Louise de Crèvecœur lett, aki egy régi, hatalmas birtokokkal rendelkező pikárdiai nemescsalád örököseként jelentős hozományhoz juttatta. Három fiuk született, akiket az uralkodó iránti rajongás jeleként mind François-nak kereszteltek:
- idősebb François Gouffier (†1556), a piemonti Volpiano ostrománál esett el;
- ifjabb François Gouffier (†1594), Bonnivet őrgrófja, Franciaország marsallja;
- François Gouffier (†1548), Béziers püspöke.

## Fordítás
- Ez a szócikk részben vagy egészben  a   Guillaume_Gouffier_de_Bonnivet című francia Wikipédia-szócikk ezen változatának fordításán alapul.  Az eredeti cikk szerkesztőit annak laptörténete sorolja fel. Ez a jelzés csupán a megfogalmazás eredetét és a szerzői jogokat jelzi, nem szolgál a cikkben szereplő információk forrásmegjelöléseként.